# Kensington Technology Group

Das Logo der Gruppe

Die Kensington Technology Group ist der Technologiebereich des US-amerikanischen ACCO-Konzerns. Der Firmensitz befindet sich in Redwood Shores, einem Stadtteil von Redwood City in Kalifornien. Die deutsche Niederlassung befindet sich in Schorndorf.

## Produkte
Kensington Technology Group verkauft Computerzubehör und Peripheriegeräte wie Mäuse, Tastaturen, Notebooktaschen und Unterhaltungselektronik (iPod, MP3-Player), Netzteile und Diebstahlschutzsysteme für Computer und elektronische Geräte. Auch iPad-Accessoires gehören zum Sortiment, so etwa die Tablet-Schutzhülle KeyFolio Expert mit integrierter Bluetooth-Tastatur. Die Verwendung des Zubehörs zielt sowohl auf die Benutzung an festen wie auch an mobilen Arbeitsplätzen. Das bekannteste Produkt ist das Kensington Lock, ein leichtes Schlosssystem für Notebooks und Peripheriegeräte, das heute unter dem Namen MicroSaver® verkauft wird.

## Firmengeschichte
Die Firma Kensington wurde 1981 gegründet. Das erste Produkt war der sogenannte „System Saver“, der zum einen einen Lüfter und zum anderen einen Netzfilter für den Apple II bot und sich sehr gut verkaufte. Heute ist Kensington Marktführer im Bereich der Schließsysteme von Computer-Sicherheitslösungen und bietet eine Reihe von individuellen Schließsystemen an, die eine Vielzahl von Möglichkeiten bieten, IT-Geräte wie Notebooks, Desktops, Beamer, TFTs und externe Festplatten zu sichern.